# Бернетт, Фрэнсис Элиза
Фрэ́нсис Эли́за Хо́джсон Бёрнетт, или Бе́рнетт (англ. Frances Eliza Hodgson Burnett; 24 ноября 1849, Манчестер, Англия — 29 октября 1924, Нью-Йорк, США) — англо-американская писательница и драматург, ставшая известной благодаря написанию романов для детей, самыми известными из которых являются «Маленький лорд Фаунтлерой» (1886), «Маленькая принцесса» (1905) и «Таинственный сад» (1911).
Родилась в Англии. После смерти отца в 1853 году, когда ей было 4 года, семья оказалась в тяжёлом положении и в 1865 году эмигрировала в США. В 19 лет Фрэнсис начала писать рассказы для журналов, чтобы помочь семье. В 1870 году умерла её мать. В 1873 году вышла замуж за Сванна Бёрнетта, который стал врачом. Их первый сын, Лайонел, родился через год. Семья два года жила в Париже, где родился их второй сын, Вивиан, а затем вернулась в Вашингтон.
С тех лет Бёрнетт начала писать романы, и её первая книга «Эта девчонка О’Лоури» (англ. That Lass o' Lowrie's) получила хорошие отзывы. В 1886 году был опубликован «Маленький лорд Фаунтлерой», который сделал её известной писательницей детской литературы, хотя её романы 1890-х годов для взрослых также пользовались популярностью. Она также участвовала в создании сценических версий «Маленького лорда Фаунтлероя» и «Маленькой принцессы».
С 1880-х годов Бёрнетт часто путешествовала по Англии, а в 1890-х приобрела там дом, где написала «Таинственный сад». Её старший сын Лайонел умер от туберкулёза в 1890 году, что вызвало у неё обострение депрессии. В 1898 году она развелась с Сванном Бёрнеттом, а в 1900 году вышла замуж за Стивена Таунсенда, но развелась с ним через два года. В последние годы она жила недалеко от Нью-Йорка, где скончалась в 1924 году.

## Биография

### Детство в Манчестере, Великобритания
Родилась 24 ноября 1849 года на Йорк-стрит, в районе Читэм, Манчестер. Она была третьим из пяти детей Эдвина Ходжсона, владельца магазина скобяных изделий из Донкастера в Йоркшире, и его жены Элайзы Бунд, происходившей из зажиточной манчестерской семьи. Её отец владел бизнесом на Динсгейт, занимаясь продажей железных и латунных изделий. Семья жила в достатке, нанимая горничную и няню. У Фрэнсис было два старших брата и две младшие сестры.
В 1852 году семья переехала примерно на милю от прежнего места жительства в новый террасный дом напротив церкви Святого Луки, который обеспечивал больший доступ к открытым пространствам. Через год, 1 сентября 1853 года, отец Фрэнсис внезапно скончался от инсульта, оставив жену беременной пятым ребёнком и семью без дохода. За Фрэнсис присматривала бабушка, пока мать взялась за управление семейным бизнесом. Именно бабушка, покупая внучке книги, привила ей любовь к чтению, особенно к первой книге — The Flower Book, в которой были цветные иллюстрации и стихи. Из-за уменьшившихся доходов Элайзе пришлось оставить дом и переехать с детьми к родственникам в Сидли Гроув, Таннерс-Лейн, Пендлтон, Солфорд. Там они жили в доме с большим огороженным садом, где Фрэнсис любила играть.
На протяжении года Фрэнсис посещала небольшую школу, организованную двумя женщинами, где впервые увидела книгу о феях. Когда её мать переехала с семьёй на Ислингтон-сквер в Солфорде, девочка тосковала по цветам и садам. Их новый дом находился в огороженной площади с увядающим благородством рядом с районом, страдавшим от переполненности и бедности, которую, по словам Фридриха Энгельса, жившего в то время в Манчестере, было невозможно описать.
Фрэнсис обладала богатым воображением и писала собственные истории в старых тетрадях. Одной из её любимых книг был роман Гарриет Бичер-Стоу «Хижина дяди Тома», сцены из которого она часто разыгрывала. Она и её братья и сестры обучались в Избранной семинарии для молодых дам и джентльменов (англ. The Select Seminary for Young Ladies and Gentlemen), где её описывали как «одарённую» и «романтичную». У неё была активная социальная жизнь; она любила рассказывать истории друзьям и кузенам, а также находила благодарного слушателя в лице своей матери, хотя братья иногда дразнили её за рассказы.
Манчестер почти полностью зависел от экономики хлопка, которая была разрушена Ланкаширским хлопковым кризисом, вызванным Гражданской войной в США. В 1863 году Элайзе Ходжсон пришлось продать бизнес и снова переехать с семьёй в более скромное жилище. К тому времени образование Фрэнсис завершилось. Брат Элайзы, Уильям Бунд, предложил семье присоединиться к нему в Ноксвилле, штат Теннесси, где у него был процветающий магазин. В течение года Элайза согласилась на это предложение и продала их имущество, велев Фрэнсис сжечь свои ранние работы в огне. В 1865 году семья эмигрировала в США и поселилась недалеко от Ноксвилла.

### Переезд в Теннесси
После окончания Гражданской войны, которая принесла в регион торговлю, дядя Фрэнсис потерял большую часть бизнеса и не мог обеспечить недавно прибывшую семью. Зимой они жили в бревенчатой хижине в Нью-Маркете, недалеко от Ноксвилла, а позже переехали в дом, который Фрэнсис назвала «Ноев ковчег, гора Арарат». Название было вдохновлено расположением дома на вершине уединённого холма. Напротив них жила семья Бёрнеттов, и Фрэнсис подружилась со Своном Бёрнеттом, познакомив его с книгами таких авторов, как Чарльз Диккенс, Сэр Вальтер Скотт и Уильям Мейкпис Теккерей, которые она читала в Англии. Возможно, она подружилась с ним из-за травмы, полученной в детстве, из-за которой он хромал и не мог участвовать в активных играх. Вскоре после их знакомства Свон уехал учиться в колледж в Огайо.
Фрэнсис начала писать, чтобы зарабатывать деньги. Её первый рассказ был опубликован в Godey’s Lady’s Book, популярном женском журнале того временив, 1868 году. Вскоре её работы регулярно появлялись в этом журнале, а также в Scribner’s Monthly, Peterson’s Magazine и Harper’s Bazaar. Желая выбраться из бедности, она много работала, позже описывая себя как «машину для писания» в первые годы своей карьеры. В течение пяти лет она писала практически без перерыва, не слишком заботясь о качестве. Как только её первый рассказ был опубликован, ещё до того как ей исполнилось 18, она посвятила всю свою жизнь писательству. К 1869 году она заработала достаточно, чтобы перевезти семью в более хороший дом в Ноксвилле.
Мать Фрэнсис умерла в 1870 году, и в течение двух лет два её брата и сестра вышли замуж. Несмотря на дружбу со Своном, ни один из них не торопился вступать в брак.

### Брак
На доходы от писательской деятельности Фрэнсис отправилась в Англию на длительное время в 1872 году, а затем в Париж, где, согласившись выйти замуж за Свона, заказала свадебное платье высокой моды, которое должно было быть отправлено в Теннесси. Вернувшись домой, она попыталась отложить свадьбу до прибытия платья, но Свон настоял на скорейшем бракосочетании, и они поженились в сентябре 1873 года. Пишущая подруге из Манчестера о своём разочаровании платьем, Фрэнсис сказала о своём новом муже: «Мужчины такие поверхностные… он не понимает жизненной важности разницы между белым атласом и тюлем и кремовым брокатом».
В следующем году, в сентябре 1874 года, у них родился первый ребёнок, Лайонел. Тогда же она начала работу над своим первым полным романом «Эта девчонка О’Лоури» (англ. That Lass o' Lowrie's), действие которого разворачивается в Ланкашире, и основанным на увиденных в детстве жизненных сценах бедняков.
Пара хотела покинуть Ноксвилл, и доходы Фрэнсис позволили им отправиться в Париж, где Свон продолжил обучение как специалист по заболеваниям глаз и ушей. Рождение второго сына в 1876 году, Вивиана, заставило их вернуться в США. Фрэнсис хотела, чтобы второй ребёнок был девочкой, и, выбрав имя Вивиен, изменила его на мужской вариант, когда родился мальчик. Семья продолжала полагаться на её доходы от писательства, и, чтобы сэкономить, она шила одежду для своих сыновей, часто украшая её оборками. Позже она продолжала шить, создавая бархатные костюмы с кружевными воротниками для сыновей и пышные платья для себя. Она позволяла волосам своих сыновей отрастать длинными и укладывала их в кудри.

### Переезд в Вашингтон

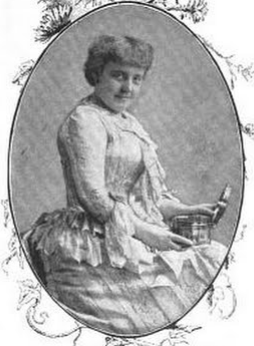
Фрэнсис Ходжсон Бёрнетт в молодости, 1890 год

После двух лет в Париже семья собиралась переехать в Вашингтон, округ Колумбия, где Свон, получивший квалификацию врача, хотел начать свою медицинскую практику. Однако, поскольку семья была в долгах, Фрэнсис была вынуждена жить с родителями Свона в Нью-Маркете, пока он обустраивался в Вашингтоне. В начале 1877 года ей предложили контракт на публикацию романа «Та самая девушка», который уже имел успех во время своей сериализации. Именно тогда она сделала мужа своим бизнес-менеджером.
Роман «Та самая девушка» был опубликован с положительными отзывами, а права на издание книги в Великобритании были проданы. Вскоре после публикации книги она присоединилась к мужу в Вашингтоне, где обустроила домашний быт и завела друзей. Она продолжила писать и стала известна как перспективный молодой романист. Несмотря на сложности, связанные с воспитанием детей и адаптацией в новом городе, Бёрнетт начала работать над романом Haworth’s, который был опубликован в 1879 году. Также она написала театральную адаптацию «Той самой девушки» в ответ на пиратскую постановку, представленную в Лондоне.
После визита в Бостон в 1879 году, где она встретила Луизу Мэй Олкотт и Мэри Мэйпс Додж, редактора детского журнала St. Nicholas, Бёрнетт начала писать произведения для детей. В течение следующих пяти лет она опубликовала несколько коротких произведений в журнале St. Nicholas. Литературу для взрослых она не оставляла: в 1880 году был опубликован роман «Луизиана» (англ. Louisiana), в 1881 году — «Очаровательная дикарка» (англ. A Fair Barbarian), а в 1883 году — Through One Administration.
Находясь в гостинице Logan House у озера Лур в Северной Каролине в 1881 году, она написала пьесу Esmerelda. Эта пьеса стала самой продолжительной постановкой на Бродвее в XIX веке. Однако, как это было ранее в Ноксвилле, Бёрнетт испытывала давление из-за необходимости поддерживать дом, заботиться о детях и муже, а также придерживаться графика написания произведений, что приводило к истощению и депрессии.

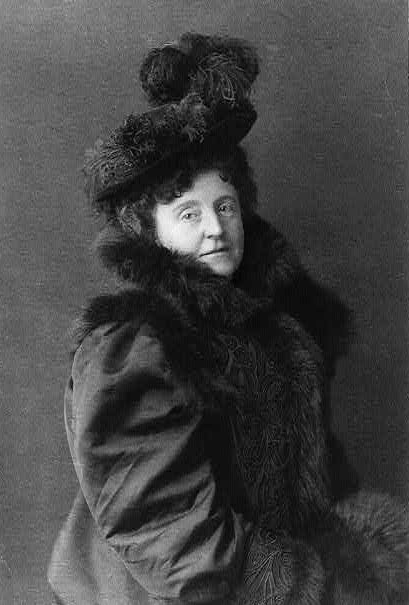
Фрэнсис Ходжсон Бёрнетт (между 1890—1910 г.)

Через несколько лет Бёрнетт стала известной в обществе Вашингтона и начала устраивать литературные салоны по вторникам, которые часто посещали политики и местные литераторы. Практика Свона пользовалась хорошей репутацией, но его доходы отставали от доходов Фрэнсис, поэтому она считала необходимым продолжать писать. К сожалению, она часто болела и страдала от жары в Вашингтоне, из которого уезжала, как только это становилось возможным.
В начале 1880-х годов Бёрнетт начала интересоваться христианской наукой, спиритуализмом и теософией. Эти увлечения повлияли на её дальнейшую жизнь и отразились в её поздних произведениях. Она была преданной матерью и очень любила своих двух сыновей. Она заботилась об их внешнем виде, ежедневно завивая их длинные волосы, что впоследствии вдохновило её на создание образа «Маленького лорда Фаунтлероя».
В 1884 году она начала работу над «Маленький лорд Фаунтлерой». Сериализация началась в 1885 году в журнале St. Nicholas, а в 1886 году роман вышел в книжном формате. «Маленький лорд Фаунтлерой» получил хорошие отзывы, стал бестселлером в США и Великобритании, был переведён на 12 языков и закрепил репутацию Бёрнетт как писательницы. Главный герой, мальчик, одетый в бархатные костюмы и с длинными завитыми волосами, был списан по образу её младшего сына Вивиана. Автобиографические черты произведения иногда становились объектом насмешек в прессе. После публикации книги Бёрнетт окончательно утвердилась как детская писательница. В 1888 году она выиграла судебный процесс в Великобритании по вопросу о правах на театральную постановку «Маленький лорд Фаунтлерой», установив прецедент, который позже был включён в британское законодательство об авторских правах 1911 года. В ответ на второй случай незаконного использования её материала в драматическом произведении она написала пьесу «Настоящий маленький лорд Фаунтлерой» (англ. The Real Little Lord Fauntleroy), которая была поставлена на сцене в Лондоне и на Бродвее. Пьеса принесла ей столько же дохода, сколько и книга.

### Возвращение в Англию
В 1887 году Бёрнетт отправилась в Англию на Золотой юбилей королевы Виктории, что стало первым из ежегодных трансатлантических путешествий из Соединённых Штатов в Англию. В сопровождении своих сыновей она посетила туристические достопримечательности, такие как Музей восковых фигур мадам Тюссо в Лондоне. В арендованных помещениях она продолжала проводить вечерние салоны по вторникам и вскоре привлекла посетителей, впервые встретив Стивена Таунсенда. Несмотря на насыщенный график, она чувствовала себя плохо из-за жары и толп туристов, проводя длительное время в постели. Вместе с сыновьями она уехала зимовать во Флоренцию, где написала «Судьбы Филиппы Фэрфакс», единственную книгу, опубликованную в Англии, но не в Соединённых Штатах. Этой зимой в Соединённых Штатах была опубликована «Сара Кру или что произошло у мисс Минчин» (англ. Sara Crewe or What Happened at Miss Minchin's). Позже она адаптировала «Сару Кру» для театра и переписала историю в «Маленькую принцессу». В 1888 году Бёрнетт вернулась в Манчестер, где арендовала большой дом на улице Кромвеля, украсила его и передала кузенам для управления как пансион, после чего переехала в Лондон, где снова сняла комнаты, наслаждалась лондонским сезоном и готовила «Филлиса» к постановке — сценической адаптации «Судьбы Филиппы Фэрфакс» (англ. The Fortunes of Philippa Fairfax). Когда пьеса была поставлена, она была разочарована плохими отзывами и начала больше общаться. В этот период она стала чаще видеться с Стивеном Таунсендом, с которым познакомилась во время юбилейного года.
В декабре 1890 года Лионел, старший сын Бёрнетт, умер от туберкулёза в Париже, что сильно повлияло на её жизнь и творчество. Бёрнетт искала лечение для своего сына у врачей и также возила его в Германию для посещения курортов. После его смерти, прежде чем впасть в глубокую депрессию, она написала в письме другу, что её писательство незначительно по сравнению с тем, что она была матерью двух мальчиков, один из которых умер. В это время она отвернулась от своей традиционной веры в Церковь Англии и приняла смесь спиритизма, нового мышления, христианской науки и других учений без фактического присоединения к какой-либо конкретной церкви. Она вернулась в Лондон, где искала отвлечение в благотворительной работе и основала «Клуб мальчиков» на Друри-Лейн, открыв его в феврале 1892 года. Также в этот период она написала пьесу с главной ролью для Стивена Таунсенда в попытке помочь ему начать актёрскую карьеру. После двухлетнего отсутствия из своего дома в Вашингтоне, округ Колумбия, её муж и младший сын Бёрнетт вернулись туда в марте 1892 года, где она продолжила благотворительную работу и снова начала писать. В 1893 году Бёрнетт опубликовала автобиографию, посвящённую своему старшему сыну, под названием «Тот, кого я знала лучше всего». Также в этом году у неё была выставка книг на Всемирной выставке в Чикаго.

### Развод и жизнь в Грейт-Мейтем-Холл

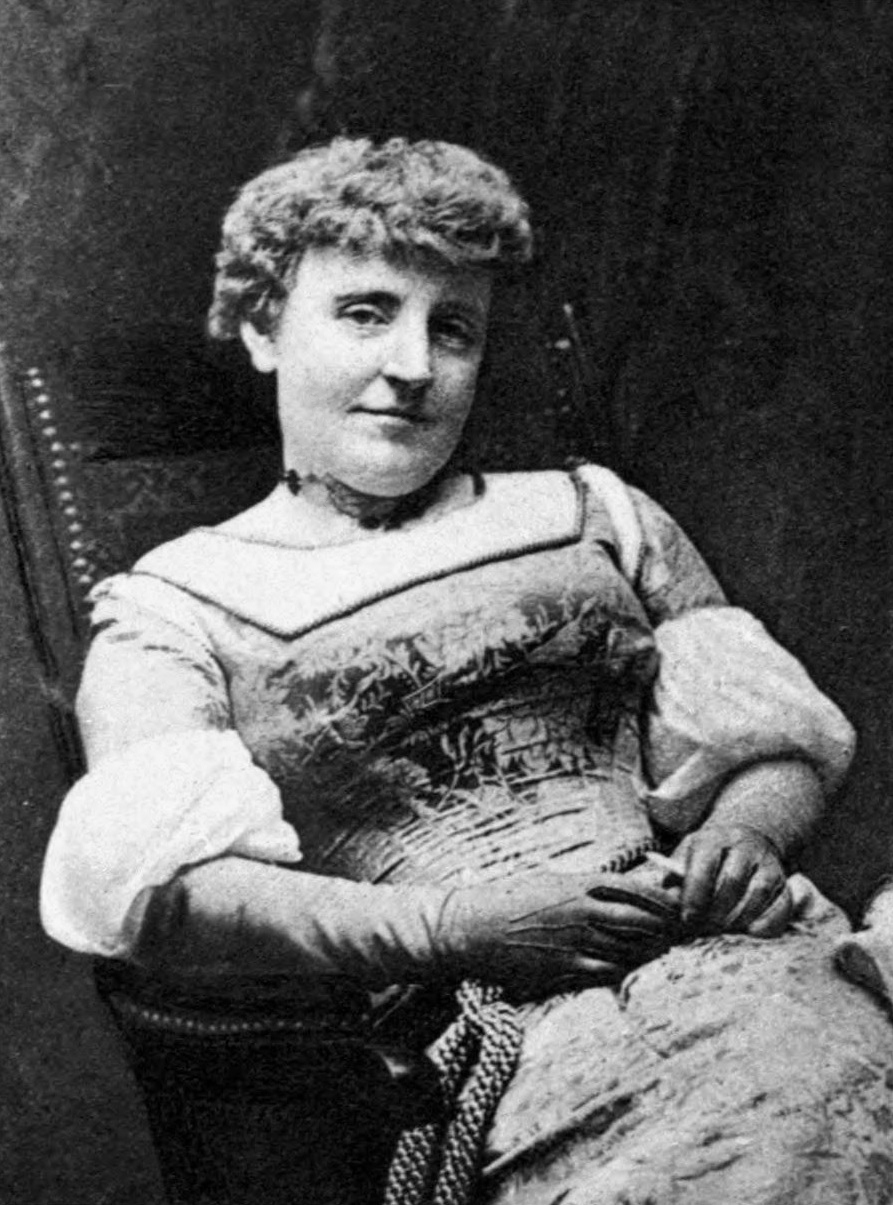
Фрэнсис Ходжсон Бёрнетт, 1901 год

Бёрнетт вернулась в Лондон в 1894 году. Там она узнала, что её младший сын Вивиан заболел, и быстро отправилась обратно в Соединённые Штаты. Вивиан выздоровел, но пропустил свой первый семестр в Гарвардском университете. Бёрнетт осталась с ним до его полного выздоровления, а затем вернулась в Лондон. В это время она начала беспокоиться о своих финансах: она оплачивала обучение Вивиана, содержала дом в Вашингтоне (Суон переехал в собственные апартаменты) и дом в Лондоне. Как и раньше, она обратилась к писательству как к источнику дохода и начала работать над книгой «Дама из знати».
Роман «Дама из знати», опубликованный в 1896 году, стал первым в серии успешных исторических романов для взрослых, за которым в 1899 году последовал In Connection with the De Willoughby Claim, а в 1901 году — «Появление маркизы» и «Манеры леди Уолдерхерст» (англ. The Methods of Lady Walderhurst).
В 1898 году, когда Вивиан окончил Гарвард, Бёрнетт развелась с Суоном Бёрнеттом. Официальной причиной развода указали дезертирство, но на самом деле Бёрнетт и Суон заранее согласовали расторжение брака. Суон переехал в собственные апартаменты и перестал жить с Бёрнетт, чтобы спустя два года она могла сослаться на дезертирство как на причину развода. Пресса критиковала её, называя «новой женщиной». The Washington Post писала, что развод стал результатом её «прогрессивных идей относительно обязанностей жены и прав женщин».
С середины 1890-х годов Бёрнетт жила в Англии в Грейт-Мейтем-Холле, где находился большой сад, позволявший ей заниматься её любовью к цветам. Она провела здесь следующие десять лет, хотя ежегодно совершала трансатлантические поездки в США. Грейт-Мейтем-Холл напоминал феодальное поместье, что приводило Бёрнетт в восторг. Она общалась с местными жителями и наслаждалась деревенской жизнью. Она часто приглашала гостей и позволила Стивену Таунсенду переехать к ней, что вызвало скандал со стороны местного викария. В феврале 1900 года она вышла замуж за Таунсенда.

### Повторный брак и поздние годы

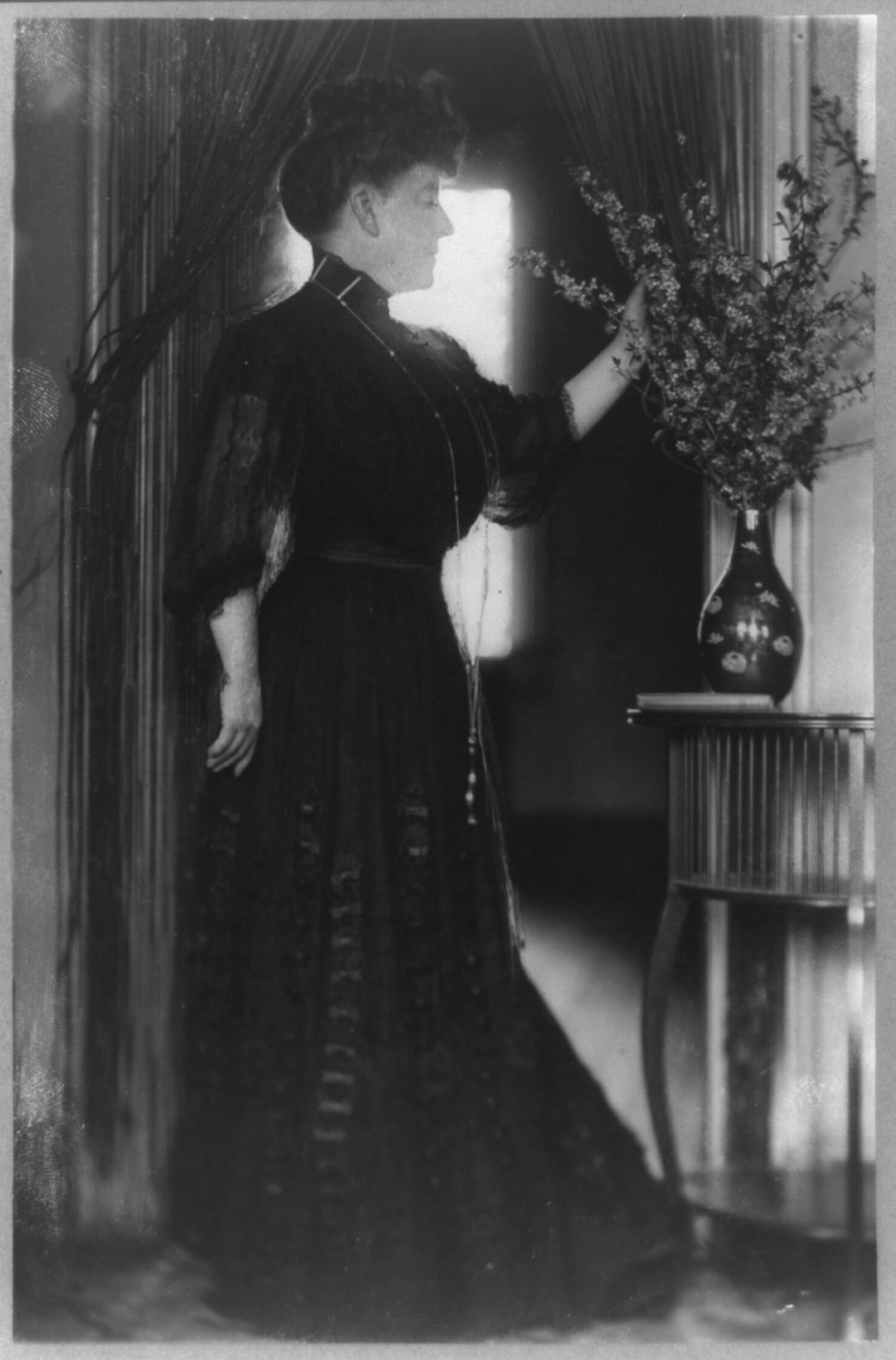
Фрэнсис Ходжсон Бёрнетт, 1908 год

Брак состоялся в Генуе, Италия, и молодожёны отправились в Пегли на медовый месяц, где их ожидали две недели непрерывного дождя. Биограф Бёрнетт, Гретхен Герзина, писала о браке: «Это была самая большая ошибка в её жизни». Пресса акцентировала внимание на разнице в возрасте — Таунсенд был на десять лет моложе её — а Бёрнетт называла его своим секретарём. Биограф Энн Твейт сомневается, что Таунсенд любил Бёрнетт, утверждая, что 50-летняя Бёрнетт была «полненькой, накрашенной и нездоровой», что, по её мнению, влияло на физическое влечение. Твейт считает, что Таунсенд нуждался в Бёрнетт, чтобы продвинуть свою актёрскую карьеру и получить финансовую поддержку. Спустя несколько месяцев после свадьбы, в письме сестре Бёрнетт призналась, что их брак под угрозой: она описала Таунсенда как не вполне нормального и истеричного человека. Твейт утверждает, что Таунсенд шантажировал Бёрнетт, вынуждая её выйти замуж, преследуя корыстные цели и стремясь контролировать её как супруг.
Не в силах продолжать жить с Таунсендом в Мейтеме, Бёрнетт арендовала дом в Лондоне на зиму 1900—1901 годов. Там она общалась с друзьями и писала. Она одновременно работала над двумя книгами: «Челнок» — более длинным и сложным произведением и «Появление маркизы», которую она завершила за несколько недель, получив положительные отзывы критиков. Весной 1901 года, вернувшись в Мейтем, Бёрнетт узнала, что Таунсенд пытался сменить её давнего издателя Scribner’s на другое издательство с более крупным авансом. Осенью 1902 года, после лета, проведённого в общении с друзьями и гостями в Мейтеме, Бёрнетт перенесла физическое истощение. Она уехала в Америку и зимой 1902 года легла в санаторий. Там она сообщила Таунсенду, что больше не будет с ним жить, и их брак завершился.
Бёрнетт вернулась в Мейтем спустя два года, в июне 1904 года. У Мейтем-Холла было несколько садов, окружённых стенами, и в розовом саду она написала несколько книг. Именно там у неё появилась идея для «Таинственный сад» (англ. The Secret Garden), основная часть которого была написана в поместье Бьюл-Хилл-Парк во время визита в Манчестер. В 1905 году был опубликован роман «Маленькая принцесса», который она переработала из пьесы. Бёрнетт снова обратилась к писательской деятельности, чтобы увеличить свои доходы. Она вела экстравагантный образ жизни, тратя деньги на дорогую одежду. В 1905 году сообщалось, что она стала полу-вегетарианкой, практически полностью исключив мясо из своего рациона.
Получив американское гражданство в 1905 году, Бёрнетт вернулась в США на постоянное жительство в 1907 году и построила дом в районе Пландом-Манор на Лонг-Айленде, недалеко от Нью-Йорка. Её сын Вивиан работал в издательском бизнесе, и по его просьбе она согласилась стать редактором Children’s Magazine. В последующие годы в этом журнале были опубликованы несколько её коротких произведений. В 1911 году вышел роман «Таинственный сад». В последние годы жизни Бёрнетт владела летним домом на Лонг-Айленде и зимним домом на Бермудских островах. В 1915 году был опубликован «Исчезнувший принц» (англ. The Lost Prince), а в 1922 году — «Глава дома Кумбе» и его продолжение «Робин» (англ. Robin).
Бёрнетт прожила последние 17 лет своей жизни в Пландом-Манор, где умерла 29 октября 1924 года в возрасте 74 лет. Похоронена на кладбище Рослин Симетери (англ. Roslyn Cemetery) рядом со своим сыном Вивианом. В ногах могилы установлен памятник старшему сыну писательницы Лайонелу в натуральную величину.

## Творчество

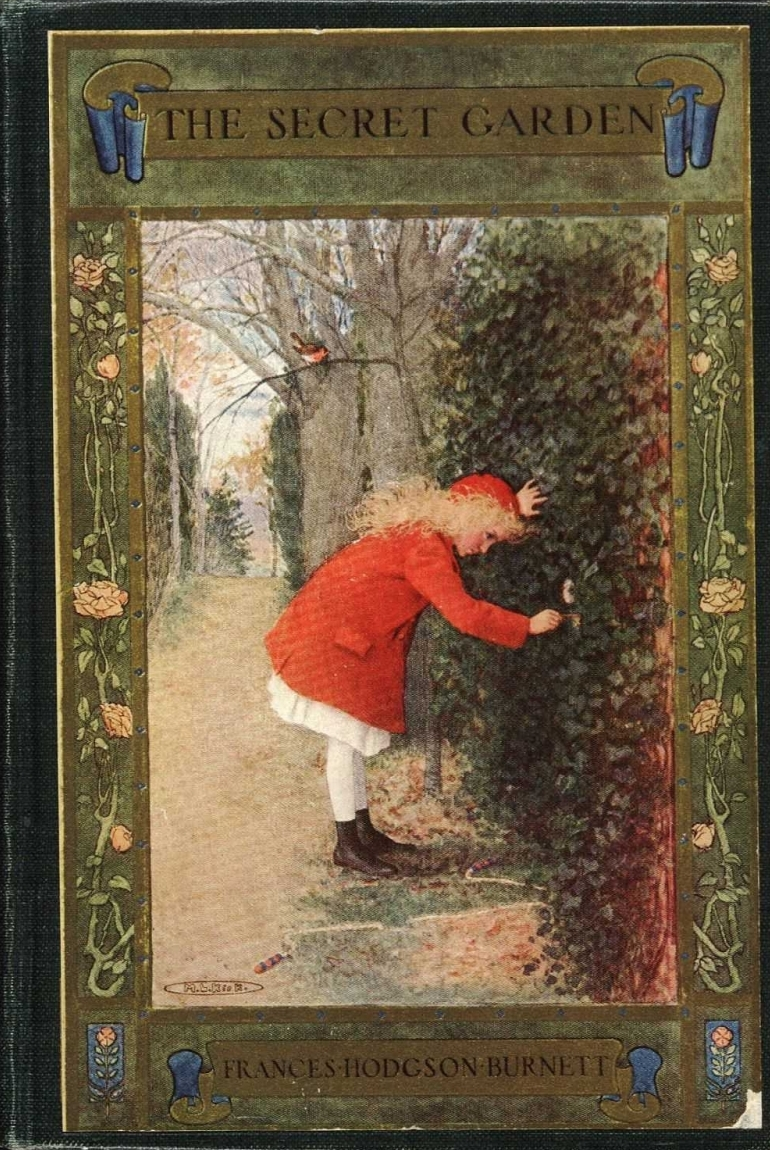
Обложка книги «Таинственный сад», 1911 год

Фрэнсис Бёрнетт сочетала в себе британскую и американскую культуры, что отразилось в её творчестве и стало одной из ключевых тем. Несмотря на видимую демократичность, её произведения выражают консервативное и иерархическое мировоззрение. Её литературное творчество включает такие жанры, как рассказы, пьесы и романы. Произведения часто включают в себя элементы волшебства и приключений, что позволяет привлечь детскую аудиторию. В то же время писательница освещает в своём творчестве социальные и моральные вопросы, поднимает темы неравенства, бедности, справедливости и доброты.
Ниже приводятся наиболее известные произведения:

### Рассказы
- 1894 — «Два дня из жизни Пичино» (англ. Two days in the life of Piccino)

### Повести
- 1888 — «Вор Эдифи» (англ. Editha’s Burglar: A Story for Children)
- 1888 — «Сара Кру или что произошло у мисс Минчин» (англ. Sara Crewe or What Happened at Miss Minchin's)
- 1893 — «Чудная девочка» (англ. Little St. Elizabeth)

### Романы
- 1877 — «Эта девчонка О'Лоури» (англ. That Lass o' Lowrie's) (в русском переводе — «Та самая девушка»)
- 1877 — «Трудное счастье» (англ. Theo: A Sprightly Love Story)
- 1878 — «Мистер Удача» (англ. Lindsay’s luck)
- 1879 — «Строптивый характер» (англ. Miss Crespigny)
- 1880 — «Луизиана» (англ. Louisiana)
- 1881 — «Очаровательная дикарка» (англ. A Fair Barbarian)
- 1886 — «Маленький лорд Фаунтлерой»
- 1901 — «Как стать леди», разделеный на две части: «Появление маркизы» и «Манеры леди Уолдерхерст» (англ. The Making of a Marchioness и англ. The Methods of Lady Walderhurst)
- 1904 — «Земля Синего Цветка» (англ. The Land of the Blue Flower)
- 1905 — «Маленькая принцесса»
- 1911 — «Таинственный сад» (англ. The Secret Garden)
- 1915 — «Исчезнувший принц» (англ. The Lost Prince)

## Память
- В Центральном парке в Нью-Йорке установлен памятник героям[англ.] Фрэнсис Бёрнетт.
- Во Фресно, штат Калифорния, основано литературное общество, посвящённое творчеству Фрэнсис Бёрнетт. Его участниками стали исследователи и поклонники писательницы. На церемонии открытия присутствовала праправнучка писательницы, подарившая обществу два вельветовых костюма, которые носил Вивиан Бёрнетт — прототип главного героя из романа «Маленький лорд Фаунтлерой». В то время, когда книга была популярна, такие костюмы были в моде у мальчиков, потому что они хотели быть похожими на главного персонажа[49].